# Sorsajoki (vattendrag, lat 67,42, long 29,98)
Sorsajoki är ett vattendrag i Finland. Det ligger i den norra delen av landet, 800 km norr om huvudstaden Helsingfors.